# Marie-George Buffet

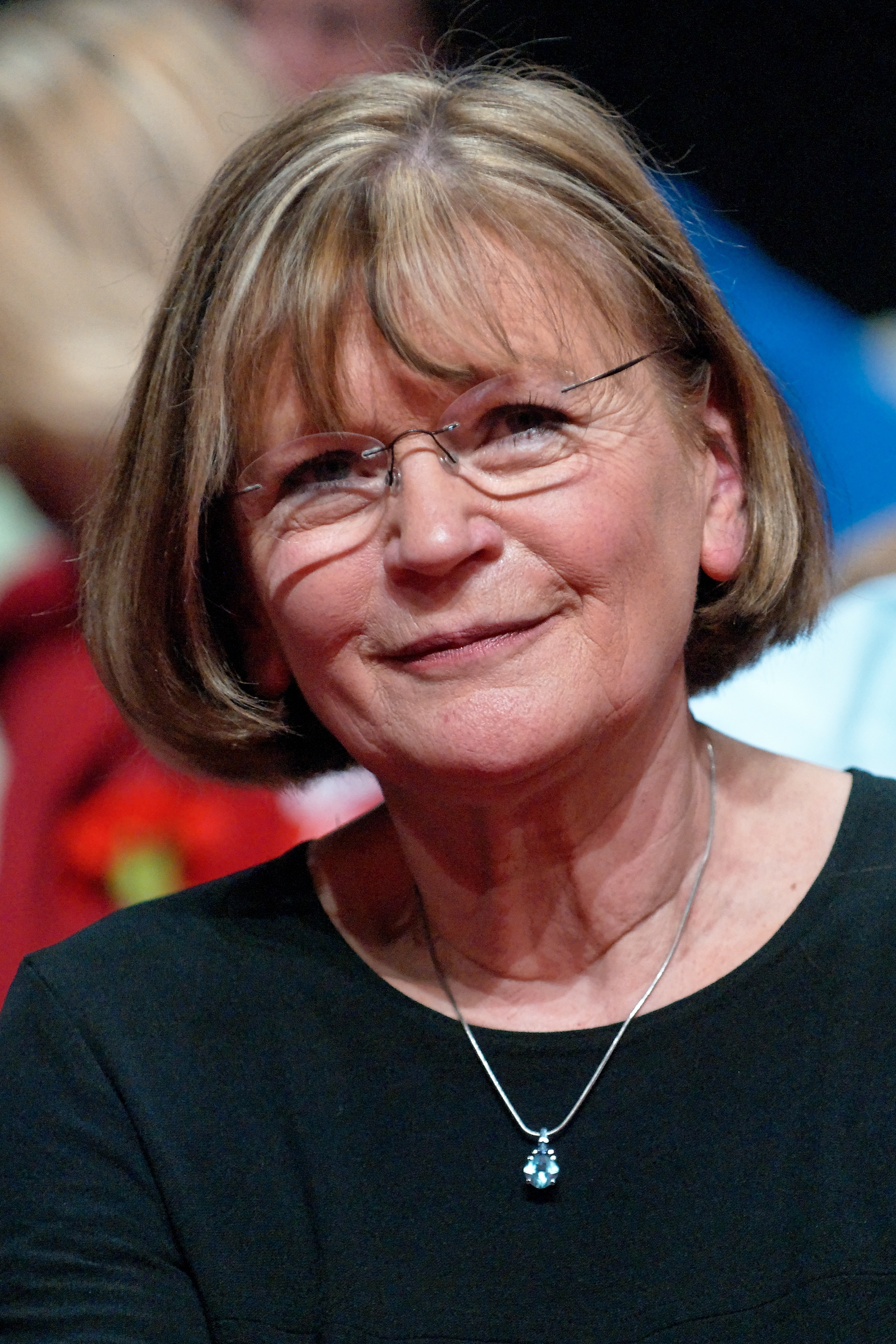
Marie-George Buffet

Marie-George Buffet (Sceaux, 7 mei 1949) is een Franse politica.
Marie-George Buffet stond vanaf 2002 aan het hoofd van de PCF, de Franse communistische partij waarvan zij sinds het eind van de jaren zestig lid is. In 2010 werd ze vervangen door Pierre Laurent. Namens haar partij is zij onder meer gemeenteraadslid en volksvertegenwoordiger en in de jaren negentig was ze enige tijd minister in de regering van Lionel Jospin.
Begin 2005 voerde zij campagne tegen het Verdrag tot vaststelling van een Grondwet voor Europa, dat evenals in Nederland door een meerderheid van de bevolking per referendum werd verworpen.
In 2007 was zij een van de kandidaten bij de Franse presidentsverkiezingen. Naast Marie-George Buffet zagen ook José Bové, Olivier Besancenot en Arlette Laguiller zich als de beste presidentskandidaat van anti-liberaal-links.
- Bibliothèque nationale de France: cb13562264z (data)
- Gemeinsame Normdatei: 130022756
- International Standard Name Identifier: 0000 0000 3464 0090
- Library of Congress Control Number: n2005023100
- Système universitaire de documentation: 052539784
- Virtual International Authority File: 2637355
- WorldCat: E39PBJfMggMGQFWvTQfXpvMMfq